# Carmichaelia vexillata
Carmichaelia vexillata är en ärtväxtart som beskrevs av Peter B. Heenan. Carmichaelia vexillata ingår i släktet Carmichaelia och familjen ärtväxter. Inga underarter finns listade i Catalogue of Life.